# 고유감각

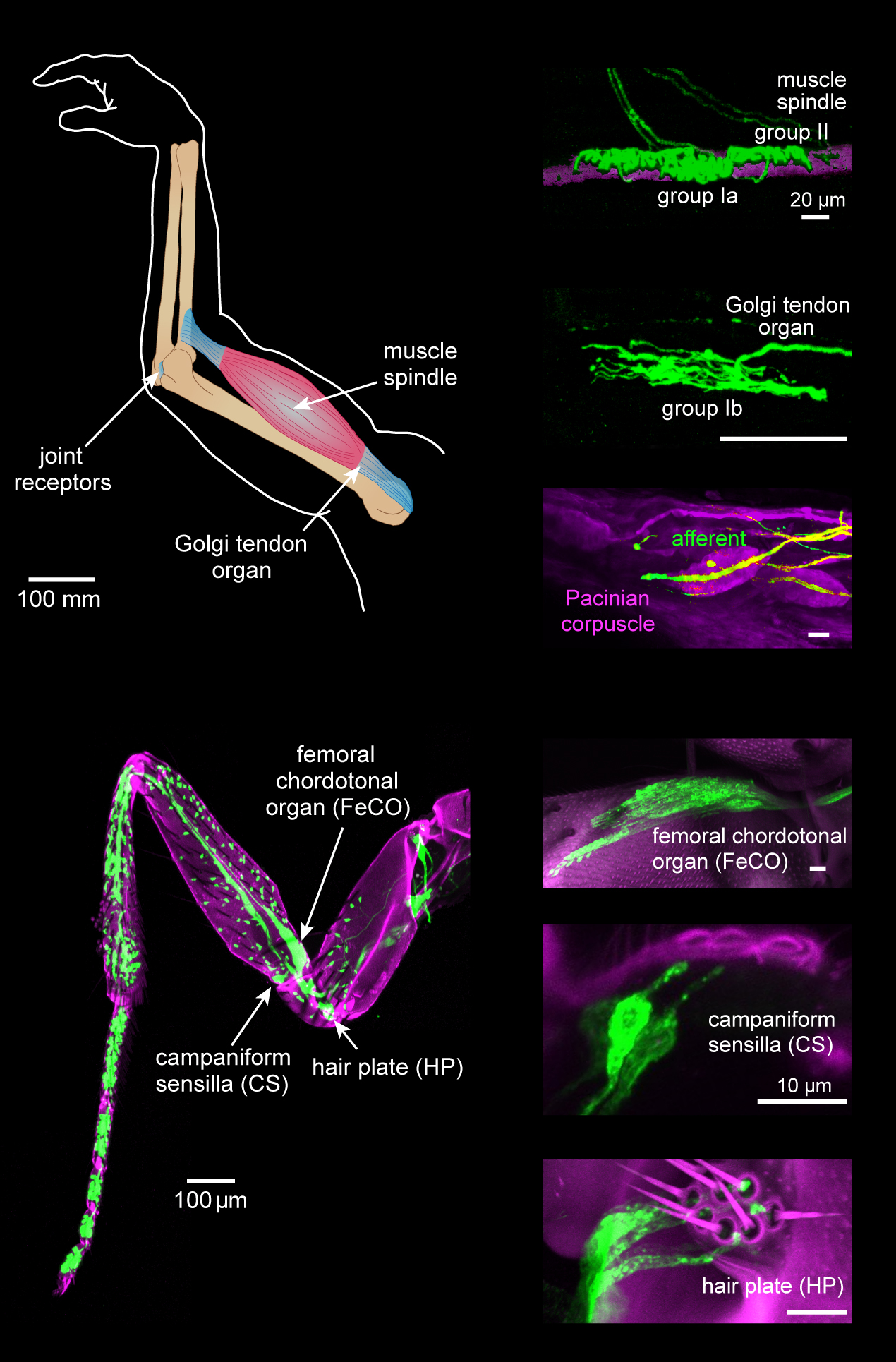

고유감각(固有感覺, 영어: proprioception) 또는 고유수용 또는 고유수용성감각(固有受容性感覺) 혹은 심부감각(深部感覺, 영어: deep sensation, bathyesthesia)은 몸의 심부에 이르는 피부와 내장의 중간 영역에 있어서, 기계적 자극에 의하여 발생하는 감각을 말한다.
고유수용성감각은 위치각, 운동각, 저항각, 중량각에 따라 몸의 각 부분의 위치, 운동의 상태, 몸에 가해지는 저항, 중량을 감지하는 감각이다. 피부 밑의 감각이라 하여 심부감각이라고도 불린다. 이러한 감각의 기초로서 존재하는 것이 관절, 근육, 힘줄의 움직임 따위의 감각이다. 이를테면 위치각, 운동각은 관절의 움직임이 감지되는 것에 의하여 발생한다. 관절의 움직임과 관련된 수용기에는 관절포의 루피니소체, 관절인대의 골지수용기가 있다. 근육, 힘줄에 존재하는 수용기는 근방추와 골지힘줄기관이다. 이들 심부수용기에게서 구심성 신호가 심부반사를 발현시키는 것과 함께 상행성으로 대뇌피질 감각중추로 전도되어, 다양한 고유수용성감각이 발생한다.
관절 내에는 파치니소체, 자유신경종말이 존재하나, 파치니소체는 진동수용기이기 때문에 관절의 위치, 운동각과는 무관계하다고 여겨져, 자유신경종말의 기능적 의의는 명확하지 않다. 심부통각(티넬징후)을 고유수용성감각에 포함하는 경우도 있으며, 근육, 힘줄, 관절에 존재하는 자유신경종말이 이에 관여한다는 설도 있다.
평형감각은 신체내부에 존재하는 속귀 미로에서 발생하지만 고유수용성감각에는 포함되지 않으며, 특수감각에 속한다. 또한, 고유수용성감각과 표면영역의 감각인 피부감각을 합쳐서 체성감각이라고 부른다.

## 심부반사
근방추, 힘줄, 관절 따위의 신체 내부의 수용기를 심부수용기라 칭하며, 그곳에서의 구심신호에 의하여 발생하는 반사를 심부반사(deep sensation reflex, bathyesthesia)라고 부른다. 심부반사는 피부 또는 표피의 감각수용기의 흥분에 의하여 발생하는 피부반사(skin reflex) 또는 표피반사(superficial reflex)에 대응하는 반사이다. 근방추를 수용기로 보는 힘줄반사, 복벽반사, 바빈스키반사 따위는 모두 피부반사이다.

## 티넬징후
신경섬유 재생의 과정서, 아직 말이집에 의해 감싸지지 않은 축삭의 끝 부분은 기계적 자극에 대해 과민해지는 경향이 있다. 사지 말단 근처로 뻗어나간 신경줄기의 재생이 시작되면, 피부 표면을 가볍게 쳐도 넓은 영역으로 퍼져나가는듯한 통증이 나타난다. 이것이 시간이 지남에 따라 말초로 이행하는 현상을 티넬징후(Tinel sign)라고 부른다. 지각섬유는 근섬유의 신전반사수용기(stretch receptor)를 지배하며 통상적인 통증과 다른 종류의 지각을 관장하지만, 탈신경 후 근육 내에 지각신경섬유가 재생할 때에는 심부동통(深部疼痛, deep pain)을 발생시킨다. 이 동통 발생 시기는 근육에 운동종말이 재형성되어 다시 수축이 인식되게 되는 시기에 선행하기 때문에, 근육의 압박통이 센 경우에는 신경재생의 징후로 인식된다. 축책(軸策)의 재생이 순조롭게 경과하는 경우, 처음에는 상처를 입은 부위에서 강하게 나타나는 양성 징후가 차례로 약해지며 말초로 옮겨가기 때문에, 재생속도를 아는 기준이 된다.

## 같이 보기
- 말초신경증
- 복강경 수술
- 근방추
- 골지힘줄기관
- 반사 (생리학)

- 골지힘줄반사
- 뻗침반사
- 원시반사

- 반사활

## 참고 문헌
- 『南山堂 医学大辞典』 난잔도(南山堂) 2006년 3월 10일 발행 ISBN 978-4-525-01029-4